# Nijefurd
Nijefurd er en tidligere kommune i provinsen Frisland i Nederlandene. Den 1. januar 2011 indgik kommunen i den nydannede kommune Súdwest-Fryslân. Kommunens samlede areal udgjorde 289,17 km2 (hvoraf 192,49 km2 var vand) og indbyggertallet var på 10.931 indbyggere (2005).